# Панин, Юрий Николаевич
Юрий Никола́евич Па́нин (7 июня 1929 — 24 декабря 2004) — русский художник; живописец, график. Председатель правления Алтайской организации Союза художников РСФСР (1960—1964).

## Биография
Родился 7 июня 1929 года в городе Тулуне Иркутской области. Окончил Ярославское художественное училище. Высшее художественное образование получил в Государственном художественном институте Эстонской ССР в 1955 году.
С 1956 года жил в Барнауле.
Скончался в 2004 году в Барнауле.

## Творчество
Член Союза художников СССР с 1960 года.
Участвовал в краевых, зональных, республиканских и зарубежных выставках. Персональная выставка произведений художника состоялась однажды, в 2005 году в Барнауле, уже после его ухода из жизни. 15 работ Юрия Панина находятся в собрании Государственного художественного музея Алтайского края.

## Основные работы
- «Портрет старика»,1956,ГХМАК
- «Весенний день»,1961, ГХМАК
- Ветка черёмухи,1961,ГХМАК
- Бабье лето,1963, ГХМАК
- «Портрет свинарки Зои Романенко»,1963,Музей русского реалистического искусства.Штат Юта,США.
- «Портрет комбайнера»,1964,ГХМАК
- «Зимний пейзаж»,1971,ГХМАК
- «Флоксы»,1978,ГХМАК
- «Васильки и левко»и,1985,ГХМАК
- «В непогоду»,1988,ГХМАК
- «Северное утро»,1988,ГХМАК
- «Весна на Оби.Лодки»,2002,ГХМАК